# For All Time. Always.
«For All Time. Always.» (с англ. — «Ради всего времени. Навсегда.») — шестой эпизод и финал первого сезона американского телесериала «Локи», основанного на одноимённом персонаже Marvel Comics. В этом эпизоде альтернативные версии персонажа пытаются узнать, кто руководит организацией «Управление временными изменениями» (УВИ). События эпизода происходят в медиафраншизе «Кинематографическая вселенная Marvel» (КВМ), и он напрямую связан с фильмами франшизы. Сценарий к нему написали Майкл Уолдрон и Эрик Мартин, а режиссёром выступила Кейт Херрон.
Том Хиддлстон вновь исполнил роль Локи из серии фильмов, в то время София Ди Мартино исполнила роль женской версии персонажа по имени Сильвия. В эпизоде также появляются Гугу Мбата-Роу, Вунми Мосаку, Юджин Кордеро, Тара Стронг, Джонатан Мейджорс и Оуэн Уилсон. Херрон присоединилась к сериалу в августе 2019 года. Съёмки проходили на Pinewood Atlanta Studios и в мегаполисе Атланты. Эпизод получил высокую оценку за введение Джонатана Мейджорса в роли «Того, кто остаётся», одной из альтернативных версий Канга Завоевателя.
Эпизод «Ради всего времени. Навсегда.» был выпущен на стриминговом сервисе «Disney+» 14 июля 2021 года.

## Сюжет
В начале эпизода показывается стандартная заставка Marvel, сопровождаемая известными фразами героев франшизы из фильмов и телесериалов, а также известных личностей мира под композицию «It’s Been a Long, Long Time», представляя Большой взрыв, «Священную линию времени» и Цитадель в конце времён.
Локи и Сильвия входят в Цитадель в конце времён. Их встречает Мисс Минута и передаёт предложение своего господина, «Того, кто остаётся», вернуть Локи и Сильвию в «Священную линию времени», предлагая им суверенитет и счастье. Дуэт отклоняет это предложение. В штаб-квартире «Управления временными изменениями» (УВИ) судья Равонна Ренслейер получает информацию, отправленную «Тем, кто остаётся», через «Мисс Минуту». Мобиус М. Мобиус сталкивается с Ренслейер; оба обвиняют друг друга в предательстве. Мобиус пытается удалить Ренслейер, однако та выхватывает дубинку и отправляется на поиски «свободы воли». В 2018 году во Фримонте, Огайо, Охотника B-15 преследуют другие солдаты УВИ. Она раскрывает вариант Ренслейер, заместителя директора школы, чтобы доказать, что сотрудники УВИ являются вариантами.
«Тот, кто остаётся» приветствует Локи и Сильвию. Локи удивлён, что «Тот, кто остаётся» является «всего лишь человеком». Сильвия пытается убить его, однако он использует свой «тэмпад», уклоняясь от атак Сильвии. Он объясняет им, что он может предвидеть их действия, потому что он предвидел прошлое, настоящее и будущее. «Тот, кто остаётся» объясняет происхождение УВИ. На Земле в течение 31-го века различные версии его самого открыли альтернативные вселенные и вступили в контакт друг с другом. Некоторые варианты его самого пытались завоевать другие вселенные, что привело к войне Мультивселенной. «Тот, кто остаётся» обнаружил и использовал Алиота, чтобы закончить войну, изолировав свою временную линию и создав УВИ, чтобы предотвращать дальнейшие ответвления, которые могут привести к его рождению. Так как он устал, он предлагает Локи и Сильвии выбор — убить его, закончив тем самым единственную временную линию и рискнуть возникновением ещё одной войной Мультивселенной, вызванной его вариантами, или сменить его на посту руководителя УВИ и управления временной линией. Он определил их как лучших кандидатов на его замену и таким образом направил их к нему.
Он раскрывает, что они достигли точки, когда он больше не знает будущего, поскольку временная линия начинает расходиться. Сильвия пытается убить его, в то время как Локи пытается остановить её, так как считает, что данная ошибка повлечёт серьёзные последствия. Локи молит Сильвию, говоря, что он хочет, чтобы она была в безопасности, и они целуются. Сильвия использует «Тэмпад» «Того, кто остаётся» и отправляет Локи обратно в штаб-квартиру УВИ. Она убивает «Того, кто остаётся», открывая Мультивселенную с временными линиями, которые невозможно удалить.
В штаб-квартире УВИ Локи пытается предупредить B-15 и Мобиуса о вариантах «Того, кто остаётся», но они его не узнают. Затем Локи обнаруживает, что статуя одного из вариантов «Того, кто остаётся» заменила статуи Хранителей времени.

## Производство

### Разработка
К октябрю 2018 года Marvel Studios разрабатывала мини-сериал с участием Локи (Том Хиддлстон) из фильмов Кинематографической вселенной Marvel (КВМ). В ноябре генеральный директор Disney Боб Айгер подтвердил, что «Локи» находится в разработке. В августе 2019 года Кейт Херрон была нанята в качестве режиссёра сериала. Херрон и главный сценарист Майкл Уолдрон, наряду с Хиддлстоном, Кевином Файги, Луисом Д’Эспозито, Викторией Алонсо и Стивеном Бруссардом стали исполнительными продюсерами. Сценарий к эпизоду, который называется «Ради всего времени. Навсегда.», написали Уолдрон и Эрик Мартин. Сцена посреди титров эпизода подтвердила, что сериал был продлён на второй сезон.

### Сценарий
«Человеком за ширмой» Управления временными изменениями (УВИ) оказывается «Тот, кто остаётся», которого играет Джонатан Мейджорс, появляющийся в фильме «Человек-муравей и Оса: Квантомания» (2023) в роли Канга Завоевателя, варианта «Того, кто остаётся». «Тот, кто остаётся», который является отдельным персонажем в комиксах, был изменён для КВМ, чтобы он был вариантом Канга. Уолдрон чувствовал, что было «очень логично» вводить Мейджорса в сериал, так как Канг является «путешествующим во времени, многосторонним противником» и считался «следующим большим злодеем в следующем фильме». При написании персонажа Уолдрон надеялся «действительно намекнуть на это ужасающее зло внутри», при этом всё ещё изображая другие его варианты как более злые, чем он есть на самом деле. Херрон назвал «Того, кто остаётся» «тем, кто объединяет» сериал, так как он был «темой нашего шоу», демонстрируя, что «никто не является полностью хорошим или полностью плохим, и люди действительно попадают в эту серую зону».

### Подбор актёров
Главные роли в эпизоде исполняют Том Хиддлстон (Локи и Президент Локи), София Ди Мартино (Сильвия), Гугу Мбата-Роу (Равонна Ренслейер), Вунми Мосаку (Охотник B-15), Юджин Кордеро (Охотник K-5E), Тара Стронг (голос Мисс Минуты), Джонатан Мейджорс («Тот, кто остаётся») и Оуэн Уилсон (Мобиус М. Мобиус):41:46–42:25. Также в эпизоде появляется Нил Эллис (Охотник D-90):43:25. Уолдрон был рад, что появление Мэйджорса в эпизоде не просочилось раньше времени, отметив, что многие зрители подозревали, что версия Канга может появиться в сцене после титров, но не был бы большой частью эпизода, как это было с Мэйджорсом.

### Съёмки и визуальные эффекты
Съёмки проходили в павильонах студии Pinewood Atlanta в Атланте, Джорджия:9, где режиссёром выступила Кейт Херрон, а Отем Дюральд Аркапоу выступила в качестве оператора:2. Натурные съёмки проходили в мегаполисе Атланты, включая отель Atlanta Marriott Marquis, который был использован в качестве штаб-квартиры УВИ. Мэйджорс снялся в своей роли в течение последней недели съёмок сериала.
Эпизод открывается со сцены, в которой представлены различные архивные аудио из прошлых проектов КВМ, в том числе аудио Сокола, Осы, Чёрной пантеры, Человека-муравья, Чёрной вдовы, Звёздного Лорда, Тора, Капитана Америки, Хэнка Пима, Капитан Марвел, Локи, Корга, Классического Локи, Вижна и Сильвии, а также аудио Алана Уоттса, Нила Армстронга, Греты Тунберг, Малалы Юсуфзай, Нельсона Манделы, Эллен Джонсон-Серлиф и
Майи Энджелоу; это было данью уважения к фильму «Контакт» (1997).
Визуальные эффекты были созданы компаниями Trixter, Luma Pictures, Cantina Creative, Crafty Apes, Method Studios, Lola Visual Effects и FuseFX.:44:35–44:52 Эпизод и сезон были завершены 20 июня 2021 года.

### Музыка
В эпизоде присутствует песня «It’s Been a Long, Long Time» Гарри Джеймса, которая раньше воспроизводилась в фильмах «Первый мститель: Другая война» (2014) и «Мстители: Финал» (2019). Партитура композитора Натали Холт отсылает к композиции «Twilight of the Gods» Марка Мазерсбо из фильма «Тор: Рагнарёк» (2017).

## Релиз
Эпизод «Ради всего времени. Навсегда.» был выпущен на Disney+ 14 июля 2021 года.

## Реакция
Агрегатор рецензий Rotten Tomatoes присвоил эпизоду рейтинг 90 % со средним баллом 7,97/10 на основе 21 отзыва. Консенсус критиков на сайте гласит: «Закреплённый тремя сильными выступлениями, „Ради всего времени. Навсегда.“ завершает первую главу „Локи“ захватывающим финалом, который имеет серьёзные последствия для мультивселенной».
Алан Сепинуолл из «Rolling Stone» был «одновременно взволнован и встревожен» появлением Мейджорса в эпизоде, отметив, что представление главного злодея сериала в финальном эпизоде было «плохой драматической структурой», и что «на мгновение показалось, что всё, что было такого особенного и привлекательного в „Локи“, было отброшено в сторону, чтобы раскрутить нового плохого парня для большого экрана». Кроме того, он считал, что большая часть эпизода должна была быть «несмотрибельной», потому что в ней была тяжёлая экспозиция. Тем не менее, «глубоко странное выступление» Мейджорса послужило материалу, сделав «сильный дебют» для персонажа. Сепинуолл полагал, что если финал будет рассмотрен «как установка для ещё больше материала от „Локи“, в дополнение к тому, чтобы зрители КВМ привыкли к версии Канга», «Ради всего времени. Навсегда.» был «неидеальным, но всё таки увлекательным завершением только одной главы истории „Локи“, а не полного графического романа» и «однозначно лучшим из трёх финалов КВМ в этом году». Джоанна Робинсон из «Vanity Fair» согласилась с тем, что эпизод «показал лучший финал» сериала КВМ от Disney+, и отметила сильные намёки на сериал «Остаться в живых» и фильм «Семь» (1995); Сепинуолл также отметил связи с «Остаться в живых» в эпизоде. Как и Сепинуолл, Робинсон также чувствовала, что раскрытие Канга не должно было сработать, и отметила большое количество экспозиции в эпизоде, заявив: «Вероятность того, что этот эпизод сработал бы, абсолютно нулевая, если бы Marvel не наняла актёра, столь же смотрибельного и непредсказуемого, как Мейджорс», и сравнила его с Джимом Мориарти Эндрю Скотта в «Шерлоке». Она также была рада, что финал был сосредоточен на «персонаже и эмоциях, и сохранил апокалиптические ставки на удивление личными», и в третьем акте не было большого CGI-экшена.
Ричард Ньюби из «The Hollywood Reporter» сказал: «В эпизоде, который одновременно расширяет возможности повествования и проникает в суть его центральных персонажей, финалу первого сезона удаётся достичь идеального баланса между странностями комиксов и значимыми исследованиями персонажей».
Дэвид Опи из Digital Spy раскритиковал введение «Того, кто остаётся», заявив, что он «появился совершенно из ниоткуда» для людей, не знакомых с комиксами, чувствуя, что «из тематически другого варианта Локи получился бы гораздо более удовлетворительный злодей», поскольку это заставило бы Локи «противостоять самому себе и своим представлениям о том, что значит быть хорошим», полагая, что характеризация «игнорировалась просто для того, чтобы продвигать историю так, как считает нужным Marvel».

## Комментарии
1. ↑  Вариант идентифицирован как «Канг Завоеватель»[1].